# Niederkastenholz
Niederkastenholz ist der kleinste Stadtteil von Euskirchen im Kreis Euskirchen, Nordrhein-Westfalen.

## Lage
Nachbarorte sind Flamersheim, Stotzheim und Kirchheim. Am Ortsrand führen die Landesstraßen 119 und 210 vorbei.

## Geschichte

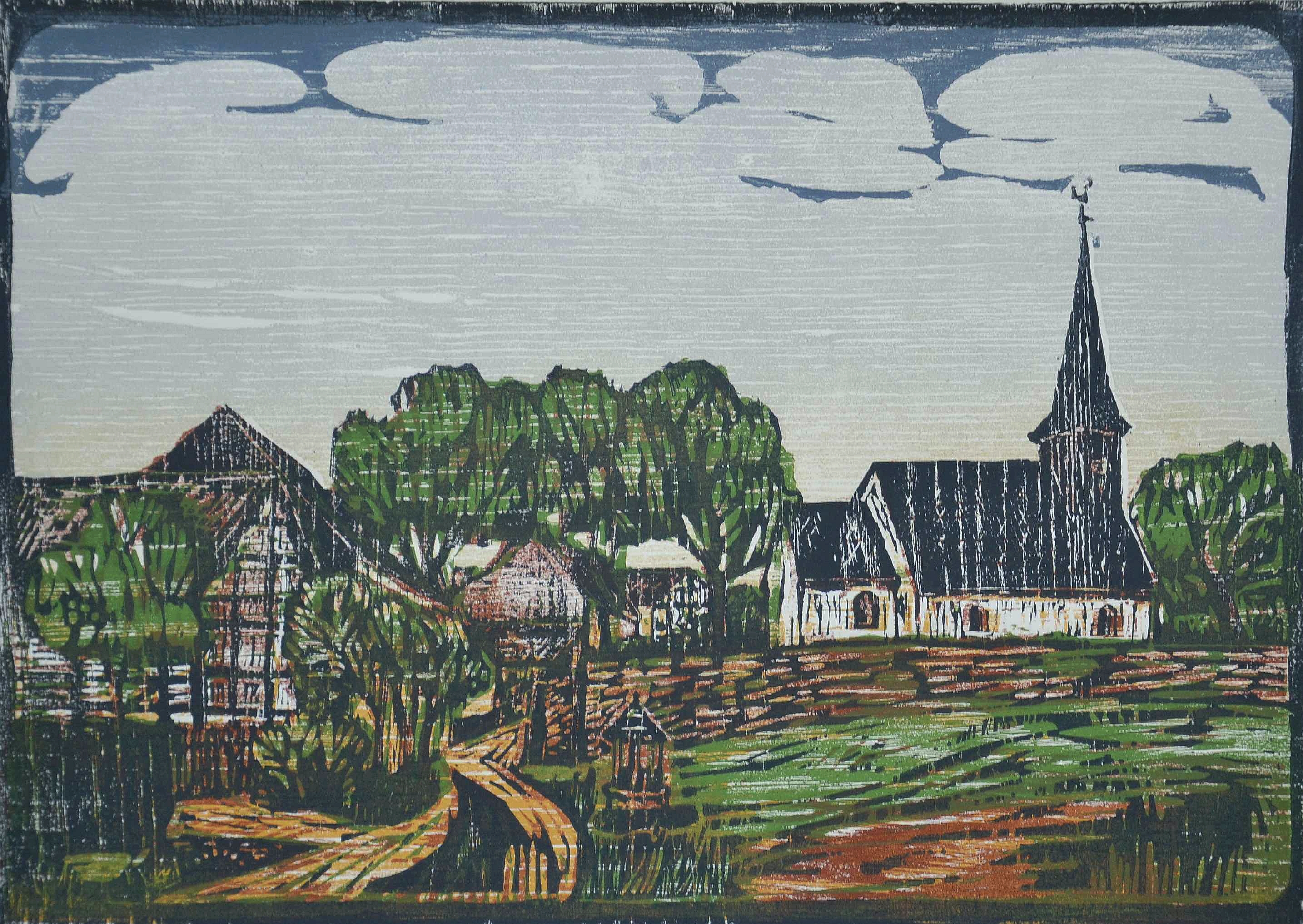
CP Joist, Laurentiuskapelle und -brunnen, Holzschnitt um 1990

Niederkastenholz gehörte vor der kommunalen Neugliederung am 1. Juli 1969 (Eingemeindung) zum Amt Kuchenheim und bis 1932 zum Kreis Rheinbach. Auf dem sich von Hockenbroich über Oberkastenholz nach Niederkastenholz sich hinziehenden Höhenrücken wurde früher Weinbau betrieben; Rebsetzlinge aus Niederkastenholz, besonders von einem berühmten uralten Rebstock an der Burg, waren gesucht an Ahr und Mosel.
Westlich der Kirche zur Landstraße hin wurde 1967 vom Rheinischen Landesmuseum Bonn umfangreiches Mauerwerk einer römischen Villa (villa rustica) freigelegt. Bei weiteren Stichgrabungen wurden Reste von Stallungen, Scheunen und eine unmittelbar neben dem Wohngebäude gelegene Eisenverhüttungsstelle gefunden. Die Bonner Archäologen haben dann bei ihren Grabungen in den 1960er Jahren mehr Aufschluss darüber erhalten, was und wer im 3. Jahrhundert n. Chr. im „castellum in silva“ existiert hat.
Tonscherben, Keramikfragmente, Ziegelbrocken und Münzen aus der Römerzeit hatten Schüler der katholischen Volksschule Niederkastenholz, die von 1864 bis 1965 existiert hat, mit ihrem Lehrer Josef Mnich bereits 1930 bei kleinen Grabungen etwa 100 m unterhalb (nördlich) des Römerbrunnens gefunden. Darüber ist in der Schulchronik berichtet, die bis 1964 von Lehrer Konrad Joist geführt und dann ordnungsgemäß übergeben wurde. Bei der Auflösung der Schule im Jahr 1965 war diese für die Ortsgeschichte so wertvolle Schulchronik (mit grau marmoriertem Einband) allerdings nicht bei den an die Volksschule Flamersheim weitergereichten Unterlagen und ist somit bis heute „verschollen“.
Die kleine dreischiffige Basilika St. Laurentius mit Flachdecken in den Schiffen und einem Tonnengewölbe in dem quadratischen Chor gilt als eine der kunsthistorisch wertvollsten Kirchen in der Erzdiözese Köln.
Nach Ansicht des Archäologen Adolf Herrnbrodt (1913–1981) ist der Kirchenhügel eine fränkische Begräbnisstätte gewesen, über der die Laurentiuskapelle errichtet wurde. Südlich der Kapelle, oberhalb des alten Friedhofs, stieß man um 1958 beim Anlegen eines Spargelbeetes auf Grundmauern, die wahrscheinlich zum Zehnthof der Abtei Kornelimünster gehörten.
Unter dem Chorraum der Laurentiuskapelle war eine ergiebige Quelle, deren Wasser – nördlich – unterhalb der Kapelle in den Brunnen lief, der bereits in der Römerzeit angelegt war und wovon heute noch ein Rest der Stampfbetonmauer des römischen Auffangbeckens zeugt. Heute steht der Römerbrunnen trocken, weil diese Quelle seit der Kanalisierung Anfang der 1960er Jahre versiegt ist.
Die Wasserburg Niederkastenholz ist eine verhältnismäßig einheitliche und gut erhaltene Anlage, die den Burgencharakter rein bewahrt hat. Sie wird erstmals 1297 mit dem Ritter Walther von Kastenholz erwähnt. Von der früher zweiteiligen Wasseranlage sind nur die Weiher um das Herrenhaus erhalten. 1807 wurde die Burg von der französischen Domänenverwaltung verkauft und wird seither landwirtschaftlich genutzt.
Am 1. Juli 1969 wurde die bis dahin selbständige Gemeinde Niederkastenholz in die Kreisstadt Euskirchen eingegliedert. Das Wappen von Niederkastenholz hat Konrad Schaefer (für eine Bleiverglasung) entworfen.
Am 31. Dezember 2017 hatte Niederkastenholz 306 Einwohner.

## Straßennamen
Seit 1969 wurden im Zuge der Thematisierung der Straßennamen in Euskirchen viele Straßen in Niederkastenholz nach männlichen Vornamen benannt.

## Verkehr
Die VRS-Buslinien 870 und 873 der SVE verbinden den Ort mit Euskirchen, Flamersheim und Kirchheim. Zusätzlich verkehren einzelne Fahrten der auf den Schülerverkehr ausgerichteten Linie 737.
| Linie | Betreiber | Verlauf |
| ----- | --------- | --- |
| 737   | SVE       | Schülerverkehr Euskirchen: Stotzheim – Niederkastenholz / (Schweinheim) – Flamersheim |
| 870   | SVE       | Euskirchen Bf – Wüschheim – Großbüllesheim – Kleinbüllesheim – Weidesheim – Kuchenheim Bf – Kuchenheim Markt – Palmersheim – Flamersheim – Kirchheim – (Steinbachtalsperre –) Niederkastenholz – Stotzheim – Roitzheim – Euskirchen Bf (Ringverkehr) |
| 873   | SVE       | Euskirchen Bf – Roitzheim – Stotzheim – Niederkastenholz – (Flamersheim – Schweinheim) / (Kirchheim – Steinbachtalsperre) |

## Persönlichkeiten
- Paul Coelestin Ettighoffer (1896–1975), deutscher Schriftsteller, der im Ort wohnte.[9] Er hat als bedeutender Kriegsschriftsteller nur einmal eine freie Novelle geschrieben, nachdem er in Niederkastenholz für „einen Apfel und ein Ei“ von den Geschwistern Wachendorf einen kleinen Bauernhof mit einem Hektar Land (Streuobstwiese) gekauft hatte.[10]

## Sonstiges
Im Wettbewerb Unser Dorf soll schöner werden konnten viele Preise errungen werden.